# Łysaków pod Lasem
Łysaków pod Lasem est une localité polonaise de la gmina et du powiat de Jędrzejów en voïvodie de Sainte-Croix.